# 교하 노씨
교하 노씨(交河盧氏)는 경기도 파주시 교하동을 본관으로 하는 한국의 성씨이다.

## 역사
《교하노씨세보》(交河盧氏世譜)에 따르면, 시조 노오(盧塢)는 당나라에서 한림원 한림학사를 역임하고 신라로 건너온 도시조(都始祖) 노수(盧穗)의 둘째 아들로서, 교하백(交河伯)에 봉해졌다고 한다.
신라 말기의 노강필(盧康弼)이 기계(杞溪)에 정착하면서 본관을 장산(章山)으로 옮겼다가, 고려 태조 왕건을 도와 고려 창업에 공을 세우고, 통합삼한개국공신(統合三韓開國功臣)으로 태자태사(太子太師)에 올랐으며 선성부원군(宣城府院君)에 봉해져서 교하로 복관하였다고 한다. 노강필을 일세조로 한다.

## 정재계 저명인
- 노안맹(盧安孟; 2세) : 고려 초기의 무신으로 은청광록대부 상장군에 올랐다.
- 노영순(盧永淳; 3세, 1146년 ~ 1208년 ) : 고려의 대신으로 참지정사와 상서좌복야, 문하시랑평장사를 지냈다. 부인은 이광필의 딸인 낙랑군부인(樂浪郡夫人) 이씨이다. 1170년(의종 24년) 무신의 난때 의종을 시종하였으나 대대로 무인가문의 자손이라하여 화를 면했다.
- 노탁유(盧卓儒; 4세) : 고려의 무신이다. 1170년 명종의 즉위를 도와 용호군낭장에 올랐다가 1174년 조위총의 난을 토벌하여 좌우위보승중낭장차수장군(左右衛保勝中郎將借授將軍)에 이르렀다. 1178년 금나라에 만춘절축하사로 다녀왔고, 서북면지병마사 등을 거쳐 1190년 용호군상장군을 지냈다.
- 노연(盧演; 7세) : 고려의 무신으로 은청광록대부 북계병마사를 거쳐 지제고를 역임하였다.
- 노경륜(盧景倫; 8세) : 고려 충렬왕 때 전라도 안찰사(按察使)를 지냈다.
- 노영수(盧頴秀; 9세) : 고려의 문신으로 이부상서와 밀직사좌승지를 지냈다. 원간섭기에 몽골어 통역관으로 시작해 문하시중까지 지낸 평양군(平壤君) 조인규 딸과 혼인해 사위가 되었고, 후에 충선왕도 조인규의 딸을 왕비로 맞아 왕과 동서지간이 된다. 시호는 의열(懿烈)이다.
- 노책(盧𩑠; 10세, ? ~ 1356년) : 고려의 문신으로 왕실의 평양공(平陽公) 왕현(王昡)의 딸 경녕옹주(慶寧翁主)와 혼인하였다. 충목왕 때 좌정승으로 경양부원군(慶陽府院君)에 봉해졌으며 딸이 원나라의 순제비(順帝妃)가 되었으나, 공민왕의 반원정책으로 기철 등과 함께 처형되었다. 교하 노씨는 노책의 네 아들을 파조로 하는데, 노제(盧濟)의 후손이 서원군파(瑞原君派), 둘째 노진(盧稹)의 후손이 창성군파(昌城君派), 노은(盧訔)의 후손이 경원군파(慶原君派)이고 노영(盧渶)의 후손이 신양군파(新陽君派)로 나누어 진다.
- 노진(盧稹) : 창성군파 파조. 고려 공민왕이 기철을 숙청할 때 먼 곳으로 귀향을 갔다가 복권되어 밀직사판사를 제수받았으나, 자제위에 소속되어 있던 둘째 아들 노선(盧瑄)이 홍륜 등의 공민왕 시해사건에 연루되어 처형되면서 나머지 아들 노정(盧禎), 노숙(盧璹), 노균(盧鈞)과 함께 처형되었다. 그러나 후일 사위가 공양왕에 오르면서 제효공(齊孝公)으로 추증되었다.
- 노한(盧閈, 1376년 ~ 1443년) : 고려 말기와 조선 초기의 문신으로 노진의 손자이자 노균의 아들이며 태종의 비 원경왕후의 제부가 된다. 증조부는 고려 좌정승을 지낸 노책이다. 1434년(세종 16)에 대사헌을 거쳐, 다음 해 대광보국숭록대부 의정부 우의정이 되어 판병조사를 겸했고, 1437년(세종 19)에 영경연사를 겸했다.
- 노윤보(盧允寶) : 고려 말기의 문신으로 공양왕때 도감판관행랑장(都監判官行郞將)을 지냈다. 노진의 증손자이고 노숙의 손자이다. 목은 이색과 교류하였으며 이색의 본향인 충남의 한산이씨가문에 장가들었다가 고려가 망하자 한산으로 낙향하였다. 이후 자손들이 충남 서천에 집성촌을 이루게 되었다.
- 노사신(盧思愼, 1427년 ∼ 1498년) : 노한의 손자이며, 할머니는 원경왕후의 여동생으로 태종의 처제이며, 어머니는 소헌왕후의 여동생으로 세종의 처제로 2대에 걸쳐 왕실과 인척관계이다. 1451년(문종 1) 생원시, 1453년(단종 1) 문과에 병과로 급제하여 집현전박사에 임명되었다. 이어 집현전부수찬·성균관직강·예문관응교·사헌부지평 등을 지냈으며, 1463년(세조 9)에는 도승지에 올라 국가의 기무(機務)를 관장하였다. 1465년에는 호조판서, 1492년(성종 23)에는 좌의정, 1494년(성종 25)에는 부원군(府院君)에 봉군, 1495년(연산군 1)에는 영의정에 올랐다. 조카를 죽인 역적 이유(李瑈)에 영합하였다. 남이를 주살하는데 공을 세웠고 그 후대 역시 임사홍 등과 인척을 맺었으며 무오사화 때에도 역시 가담했다.
- 노공필(盧公弼, 1445년 ~ 1516년) : 노사신의 아들. 1466년 춘시문과에 2등으로 급제하여 성균관 직강, 홍문관 부제학 등을 지냈다. 1483년 대사헌, 1489년 공조판서에 올랐으며 이후 육조의 판서를 두루 지냈다. 1500년 교성군에 봉해지고 1503년에는 의정부 우찬성에 올랐다가 중종반정 후인 1507년에 영돈녕부사가 되었다. 이 시기에 명나라로 가서 중종의 즉위 경위를 설명하고 명나라 왕으로부터 권서국사(權署國事)의 칙지를 받아 귀국하였다. 그 공으로 원종공신(原從功臣) 1등에 녹훈되고 관직은 영중추부사에 이르렀다. 1514년 궤장을 하사받았다. 시호는 공편(恭褊)이다. 아들 노섭(盧燮)은 사복시 첨정 등을 지냈다.
- 노봉천(盧奉天, 1594년 ~ 1637년) : 인조 14년(1636) 병자호란이 일어나자 형 노경천(盧擎天)과 함께 충청감사의 군영에 합류하여 남한산성에 포위된 인조를 구하기 위해 선봉장으로 나서 싸우다 전사하고 후에 숙종 16년(1690)에 공조참의에 추증되었다.호는 병암(屛庵), 자는 여주(汝柱)이다. 창성군 노진과 충남 한산(서천)에 정착한 노윤보의 후손이다. 1617년에 음직으로 예빈검정(禮賓儉正)이 되었고 광해군 10년(1618)에는 북쪽의 여진족이 소란을 피우자 출전하여 큰공을 세웠으며, 인조 2년(1624) 이괄의 난 때에도 공을 세웠다.
- 노용호(盧龍鎬,  1904년 ~ 1970년) : 제1대 법원행정처장으로 재임하였다.
- 노승환(盧承煥, 1927년 ~ 2014년) : 제8·9·10·12·13대 국회의원으로 재임하였다.
- 노재원(盧載源, 1932년 ~ 2006년) : 제1대 駐 중국 대사으로 재임하였다.
- 노태우(盧泰愚, 1932년 ~ 2021년) : 제13대 대한민국 대통령(大韓民國 大統領)으로 제4공화국 국가원수로 재임하였다.
- 노철래(盧喆來, 1950년 ~ ) : 제19대 국회의원으로 재임하였다.
- 노준형(盧俊亨, 1954년 ~ ) : 제10대 정보통신부 장관으로 재임하였다.
- 노대래(盧大來, 1956년 ~ ) : 공정거래위원장으로 재임하였다.
- 노웅래(盧雄來, 1957년 ~ ) : 기자, 제17·19·20대 국회의원으로 재임하였다.
- 노영민(盧英敏, 1957년 ~ ) : 대통령비서실장, 제17·18·19대 국회의원으로 재임하였다.

## 과거 급제자
교하 노씨는 조선시대 문과 급제자 12명, 무과 급제자 36명을 배출하였다.
문과
노경린(盧景麟) 노공필(盧公弼) 노문한(盧文漢) 노사신(盧思愼) 노사신(盧思愼)
노사신(盧思愼) 노서(盧遾) 노윤중(盧允中) 노종(盧種) 노종원(盧從元)
노직(盧稙) 노직(盧稷)
무과
노경운(盧慶運) 노경진(盧慶震) 노기정(盧器晶) 노기홍(盧器弘) 노대익(盧大翼)
노명욱(盧命旭) 노명흠(盧命欽) 노몽석(盧夢錫) 노서린(盧瑞麟) 노석기(盧錫祺)
노성린(盧聖麟) 노성석(盧性錫) 노성순(盧性珣) 노수회(盧壽會) 노신기(盧信起)
노영견(盧永堅) 노예간(盧禮侃) 노윤식(盧允植) 노윤종(盧胤宗) 노은상(盧殷祥)
노응립(盧應立) 노익견(盧益堅) 노인상(盧寅祥) 노일락(盧一樂) 노자길(盧子佶)
노재창(盧再昌) 노재후(盧載垕) 노정간(盧廷侃) 노정빈(盧廷彬) 노정필(盧挺弼)
노종상(盧宗祥) 노준겸(盧俊謙) 노지하(盧之河) 노충간(盧忠侃) 노한설(盧漢卨)
노홍저(盧鴻著)
생원시
노공유(盧公裕) 노달수(盧達洙) 노명철(盧命喆) 노문해(盧文海) 노백형(盧百亨)
노병진(盧炳鎭) 노사혁(盧士赫) 노성길(盧成吉) 노숙공(盧肅恭) 노술(盧述)
노언벽(盧彦璧) 노익협(盧益恊) 노재준(盧在俊) 노적(盧迪) 노준항(盧駿恒)
노직(盧稙) 노직(盧稷) 노채흠(盧采欽) 노택진(盧宅鎭) 노필중(盧弼中)
진사시
노경기(盧景麒) 노경래(盧慶來) 노경주(盧景周) 노공유(盧公裕) 노긍(盧兢)
노덕우(盧德愚) 노득인(盧得寅) 노명흠(盧命欽) 노몽수(盧夢脩) 노문한(盧文漢)
노방우(盧邦愚) 노병룡(盧丙龍) 노봉우(盧鳳愚) 노상영(盧尙泳) 노상환(盧尙奐)
노서(盧序) 노석규(盧錫圭) 노성길(盧成吉) 노성중(盧聖重) 노성후(盧聖厚)
노승룡(盧承龍) 노시하(盧始河) 노언규(盧彦珪) 노언필(盧彦弼) 노육(盧㥔)
노윤중(盧允中) 노재섭(盧載涉) 노재준(盧在俊) 노정현(盧鼎鉉)

## 항렬자
- 중시조로 1세

| 27세   | 28세     | 29세   | 30세     | 31세   | 32세                       | 33세                 | 34세                       | 35세                 | 36세                       | 37세   | 38세     | 39세   | 40세     | 41세   | 42세     |
| ------ | -------- | ------ | -------- | ------ | -------------------------- | -------------------- | -------------------------- | -------------------- | -------------------------- | ------ | -------- | ------ | -------- | ------ | -------- |
| 석(錫) | 口수(洙) | 병(秉) | 口우(愚) | 재(載) | 口호(鎬) 口선(善) 口현(鉉) | 승(承) 해(海) 자(滋) | 口래(來) 口상(相) 口모(模) | 희(熙) 대(大) 형(炯) | 口철(喆) 口배(培) 口규(奎) | 종(鍾) | 口구(求) | 영(榮) | 口환(煥) | 기(基) | 口용(鏞) |

## 왕실과의 인척관계

### 고려
- 공양왕 정비 순비 노씨

### 조선
- 의안군(태조의 이복 아우)계비 삼한국대부인 교하 노씨
- 하령군(태조 이복 아우 의안군의 손자)비 정경부인 교하 노씨
- 창원군(세조의 서자) 정비 덕양군부인 교하 노씨

## 같이 보기
- 광주 노씨
- 풍천 노씨
- 장연 노씨
- 만경 노씨
- 안강 노씨